# Ronnie Barker
Pour les articles homonymes, voir Barker.
Ronnie Barker est une figure importante de la comédie au petit écran anglais (25 septembre 1929 – 3 octobre 2005) ; il sera principalement connu pour ses apparitions dans l’émission The Two Ronnies (en) (en compagnie de Ronnie Corbett), pour son rôle du prisonnier Fletcher dans la série Porridge et celui de Arkwright, le commerçant avare dans Open All Hours.